# Billaea gigantea
Billaea gigantea là một loài ruồi trong họ Tachinidae.